# ثوم عجيب
ثوم عجيب (الاسم العلمي: Allium mirum) هو نوع من النباتات يتبع جنس الثوم من فصيلة النرجسية.